# Genouilly (Cher)
Genouilly is een gemeente in het Franse departement Cher (regio Centre-Val de Loire) en telt 755 inwoners (1999). De plaats maakt deel uit van het arrondissement Vierzon.

## Geografie
De oppervlakte van Genouilly bedraagt 34,6 km², de bevolkingsdichtheid is 21,8 inwoners per km².
De onderstaande kaart toont de ligging van Genouilly (Cher) met de belangrijkste infrastructuur en aangrenzende gemeenten.

## Demografie
Onderstaande figuur toont het verloop van het inwonertal (bron: INSEE-tellingen).